# NIGHT WING/雪傘
「NIGHT WING／雪傘」（ナイト・ウイング／ゆきがさ）は、工藤静香の通算41枚目のシングル。2008年11月5日発売。発売元はポニーキャニオン。

## 解説
中島みゆき書き下ろし2曲を収録した両A面シングル。
1曲目「NIGHT WING」は、日本テレビ系『音楽戦士 MUSIC FIGHTER』の11月度エンディング・テーマに起用された。
1998年7月17日発売シングル「きらら」、カップリング曲「in the sky」のように、過去に両A面的な扱いがなされたシングル盤は存在したが、タイトル表記で「NIGHT WING／雪傘」と2曲が並べられた公の両A面シングルは、1987年のソロ・デビュー以降初。シングル収録曲2曲共に「作詞：中島みゆき」はあったが、2曲ともに作詞・作曲を中島が手がけたシングルも初。レコードからCDへ変換期となった1980年代後半以降、他歌手のシングル用に中島が2作品提供することも初。
発売に先駆け、同年10月13日放送フジテレビ系音楽番組『HEY!HEY!HEY! MUSIC CHAMP』に出演、「雪傘」を歌唱。当番組司会・ダウンタウンとのトークコーナーでは、中島が工藤に宛てた手紙を紹介。その中で当初中島のスケジュールの都合上1曲だけの提供に留まるはずだったが、打合せの際、中島から進んで2曲の提供を申し出たエピソードが披露。同じ手紙上で工藤が歌うこの2曲について「予想を超えた深い味わいで、さすがは曲者」とコミカルに評した。
工藤にとって2008年初シングルであるが、アルバムはカップリング曲をまとめた『20th Anniversary B-side collection』（2008年3月5日発売）と、中島作品だけをカヴァーした『MY PRECIOUS -Shizuka sings songs of Miyuki-』（2008年8月20日発売）の2作品が発表された。
「雪傘」は中島が2010年発売アルバム『真夜中の動物園』にてボーナス・トラック楽曲としてセルフカバー。「NIGHT WING」は、2012年から2013年にかけてのコンサートツアー『縁会 2012～3』でセルフカバー、2014年10月29日発売『中島みゆき「縁会」2012〜3 -LIVE SELECTION-』にライブ音源が収録された。

## 収録曲
- 全作詞・作曲:中島みゆき／編曲:瀬尾一三

1. NIGHT WING
2. 雪傘
3. NIGHT WING （less vocal）
4. 雪傘 （less vocal）

## ミュージシャン
M-1・2共通
- E.BASS: 美久月千春
- Drums: 江口信夫
- E.Guitar: 今剛
- Keyboard & Synthesizer operator: 小林信吾
- Strings: 弦一徹ストリングス
- Chorus: 坪倉唯子・中山みさ・子濱利衣子

## 収録アルバム
- NIGHT WING
  - アルバム未収録
- 雪傘
  - アルバム未収録

## 関連作品
- 作詞・作曲: 中島みゆき

激情　-　28th シングル
雪・月・花　-　31st シングル
Clāvis -鍵-　-　39th シングル